# Pintada pitblanca
La pintada pitblanca (Agelastes meleagrides) és una espècie d'ocell de la família dels numídids (Numididae) que habita la selva humida d'Àfrica Occidental, a Sierra Leone, Libèria, Costa d'Ivori i Ghana.